# Grupa Coimbra
Grupa Coimbra – sieć europejskich uczelni wyższych, w skład której wchodzą uniwersytety należące do najstarszych i najbardziej prestiżowych  z tej części świata. Została ona założona w 1985, a oficjalnie działa od 1987 roku.
Celem tej organizacji jest utrwalanie więzi pomiędzy najstarszymi uczelniami Europy, które proponują także wysokie standardy nauczania. Jej członkowie mają dbać o rozwój współpracy akademickiej, a poprzez wzajemną wymianę doświadczeń ciągle doskonalić jakość prowadzonych badań oraz poziom nauczania, a przez to mają służyć społeczeństwu. Stawia sobie także za zadanie wpływanie na europejską politykę w dziedzinie edukacji.
Nazwa organizacji wywodzi się od jednego z najstarszych w Europie uniwersytetu w Coimbrze w Portugalii, który w 1985 obchodził 700. rocznicę założenia.

## Członkowie
Według stanu na 2024 r. do grupy należy 40 uczelni:

Austria
- Uniwersytet w Grazu

Belgia
- Katolicki Uniwersytet w Leuven
- Katolicki Uniwersytet w Louvain

Czechy
- Uniwersytet Karola w Pradze

Dania
- Uniwersytet w Aarhus

Estonia
- Uniwersytet w Tartu

Finlandia
- Åbo Akademi
- Uniwersytet w Turku

Francja
- Uniwersytet w Montpellier
- Université Paul-Valéry Montpellier III(inne języki)
- Université de Poitiers

Hiszpania
- Uniwersytet Barceloński
- Uniwersytet w Grenadzie
- Uniwersytet w Salamance

Holandia
- Uniwersytet w Groningen
- Uniwersytet w Lejdzie
- Uniwersytet w Utrechcie

Irlandia
- National University of Ireland(inne języki) w Galway
- Kolegium Trójcy Świętej w Dublinie

Litwa
- Uniwersytet Wileński

Niemcy
- Uniwersytet w Getyndze
- Uniwersytet w Heidelbergu
- Uniwersytet Friedricha Schillera w Jenie
- Uniwersytet Koloński
- Uniwersytet w Würzburgu

Norwegia
- Uniwersytet w Bergen

Polska
- Uniwersytet Jagielloński w Krakowie

Portugalia
- Uniwersytet w Coimbrze

Rumunia
- Uniwersytet Aleksandra Jana Cuzy w Jassach

Szwecja
- Uniwersytet w Uppsali

Szwajcaria
- Uniwersytet Genewski

Turcja
- Uniwersytet Stambulski

Węgry
- Uniwersytet Loránda Eötvösa w Budapeszcie

Wielka Brytania
- Uniwersytet Bristolski
- Durham University
- Uniwersytet Edynburski

Włochy
- Uniwersytet Boloński
- Uniwersytet Padewski
- Uniwersytet w Pawii
- Uniwersytet w Sienie